# توماس هالدنفانج
توماس هالدفانج (بالألمانية: Thomas Haldenwang) هو الرئيس الحالي للمكتب الاتحادي لحماية الدستور، هيئة المخابرات الداخلية الألمانية. جاء تعيينه في نوفمبر 2018 خلفًا لهانز جيورج ماسن.

## استشهادات
1. ↑   https://www.verfassungsschutz.de/de/das-bfv/amtsleitung/biografie-praesident-haldenwang. {{استشهاد ويب}}: |url= بحاجة لعنوان (مساعدة) والوسيط |title= غير موجود أو فارغ (من ويكي بيانات) (مساعدة)
2. ↑  "تقرير: رئيس الاستخبارات الداخلية الجديد في ألمانيا يعتزم مراقبة «البديل الألماني»". الشروق. 7 ديسمبر 2018. مؤرشف من الأصل في 2018-12-23. اطلع عليه بتاريخ 2018-12-23.

## وصلات خارجية
- توماس هالدنفانج على موقع IMDb (الإنجليزية)
- توماس هالدنفانج على موقع مونزينجر (الألمانية)
- توماس هالدنفانج على موقع قاعدة بيانات الفيلم (الإنجليزية)